# Итамарати-ди-Минас
Итамарати-ди-Минас (порт. Itamarati de Minas) — муниципалитет в Бразилии, входит в штат Минас-Жерайс. Составная часть мезорегиона Зона-да-Мата. Входит в экономико-статистический микрорегион Катагуазис. Население составляет 4051 человек на 2006 год. Занимает площадь 118,347 км². Плотность населения — 34,2 чел./км².

## История
Город основан 30 декабря 1962 года. 

## Статистика
- Валовой внутренний продукт на 2003 год составляет 42 472 665,00 реалов (данные: Бразильский институт географии и статистики).
- Валовой внутренний продукт на душу населения на 2003 год составляет 10 801,80 реалов (данные: Бразильский институт географии и статистики).
- Индекс развития человеческого потенциала на 2000 год составляет 0,751 (данные: Программа развития ООН).

## География
Климат местности: тропический.